# Kemmerer
Kemmerer è un centro abitato (city) degli Stati Uniti d'America, capoluogo della Contea di Lincoln nello Stato del Wyoming. Nel censimento del 2000 la popolazione era di 2.651 abitanti.

## Storia
L'esploratore John C. Frémont trovò giacimenti di carbone durante il suo secondo viaggio nella regione, nel 1843. La Union Pacific Coal Company aprì la prima miniera sotterranea nel 1881, dopo il completamento della linea ferroviaria Oregon Short Line Railroad da Granger fino all'Oregon.
Patrick J. Quealy (1857–1930) fondò Kemmerer nel 1897, mentre era vicepresidente della società mineraria Kemmerer Coal Company. Il nome era quello del suo maggior finanziatore, il magnate del carbone della Pennsylvania Mahlon S. Kemmerer (1843–1925). Dal 1950 si passò all'estrazione in superficie, e divenne la più grande miniera di carbone all'aperto di quell'epoca. Nel 1980 la Kemmerer Coal Co. fu venduta alla Pittsburg & Midway Coal Company, attualmente controllata dalla Chevron Corporation. La miniera è ancora funzionante e l'estrazione annua si aggira sui 5 milioni di tonnellate.

## Geografia fisica
Secondo i rilevamenti dell'United States Census Bureau, la località di Kemmerer si estende su una superficie di 19,1 km², tutti occupati da terre.

## Popolazione
Secondo il censimento del 2000, a Kemmerer vivevano 2.651 persone, ed erano presenti 695 gruppi familiari. La densità di popolazione era di 138,9 ab./km². Nel territorio comunale si trovavano 1.208 unità edificate. Per quanto riguarda la composizione etnica degli abitanti, il 96,72% era bianco, lo 0,11% era afroamericano, lo 0,49% era nativo, lo 0,60% proveniva dall'Asia, lo 0,04% proveniva dall'Oceano Pacifico, l'1,17% apparteneva ad altre razze e lo 0,87% a due o più. La popolazione di ogni razza ispanica corrispondeva al 3,36% degli abitanti.
Per quanto riguarda la suddivisione della popolazione in fasce d'età, il 28,4% era al di sotto dei 18, il 7,1% fra i 18 e i 24, il 28,0% fra i 25 e i 44, il 25,7% fra i 45 e i 64, mentre infine il 10,8% era al di sopra dei 65 anni di età. L'età media della popolazione era di 38 anni. Per ogni 100 donne residenti vivevano 103,9 uomini.